# Ahmad Shah Qajar
Ahmad Shah Qajar (tiếng Ba Tư: احمد شاه قاجار‎; 21 tháng 1 năm 1898 – 21 tháng 2 năm 1930) là Shah của Iran (Ba Tư) từ ngày 16 tháng 7 năm 1909 đến ngày 15 tháng 12 năm 1925, và là thành viên cầm quyền cuối cùng của triều đại Qajar.Ahmad Shah sinh ra tại Tabriz vào ngày 21 tháng 1 năm 1898 và lên ngôi ở tuổi 12 sau khi cha ông là Mohammad Ali Shah bị Grand Majlis (Quốc hội) phế truất vào ngày 16 tháng 7 năm 1909. Do còn nhỏ tuổi, chú của ông, Ali-Reza Khan, đã đảm nhiệm các công việc nhà nước với tư cách là Nhiếp chính vương. Khi đến tuổi trưởng thành, Ahmad Shah chính thức lên ngôi vào ngày 21 tháng 7 năm 1914. 
Tình hình đất nước mỗi ngày một tệ dù ông đã nỗ lực bước đầu để giải quyết các vấn đề của người tiền nhiệm. Năm 1921, Đại tá Reza Khan, chỉ huy Lữ đoàn Cossack Ba Tư làm cuộc đảo chính và lật đổ chính phủ, dù Ahmad Shah vẫn còn là vua của Ba Tư, nhưng quyền lực đã mất đi rất nhiều. Reza Khan được bổ nhiệm làm Bộ trưởng chiến tranh, sau đó là Thủ tướng vào năm 1923. Ngay thời điểm đó, Ahmad Shah đã thực hiện một chuyến công dù dài hạng ở châu Âu, không ngờ rằng chuyến công du đã trở thành sống lưu vong, và ông chính thức bị phế truất vào ngày 31 tháng 10 năm 1925 khi Quốc hội tuyên bố Reza Khan trở thành Shah mới của Ba Tư. Ông sống lưu vong ở Paris, Pháp và qua đời 5 năm sau khi thoái vị.

## Lên ngôi
Vào ngày 16 tháng 7 năm 1909, Mohammad Ali Shah bị lật đổ bởi những người nổi loạn tìm cách khôi phục Hiến pháp năm 1906. Sau đó, những người nổi loạn triệu tập Grand Majles (Quốc hội) gồm 500 đại biểu từ nhiều thành phần khác nhau, đưa Ahmad Shah, con trai 11 tuổi của Mohammad Ali, lên Ngai vàng Mặt trời (Takht-e Khurshīd).
Grand Majlis đã ban hành nhiều cải cách. Họ bãi bỏ chế độ đại diện giai cấp và tạo ra 5 ghế mới trong Grand Majlis cho các nhóm thiểu số: hai ghế cho người Armenia, và người Do Thái, Hỏa giáo và người Assyria, một dân tộc một ghế. Grand Majles cũng dân chủ hóa hệ thống bầu cử, làm giảm sự thống trị bầu cử của Tehran, và thậm chí hạ độ tuổi bỏ phiếu từ 25 tuổi xuống còn 20 tuổi.
Người ta không biết nhiều về cuộc sống thời thơ ấu của Ahmad trước khi ông lên ngôi. Do còn nhỏ, chú của ông là Ali Reza Khan Azod al-Molk, đã đại diện cai trị với tư cách là nhiếp chính.
Ahmad Shah chính thức lên ngôi vào ngày 21 tháng 7 năm 1914, khi đã đến tuổi trưởng thành. Ông đã cố gắng sửa chữa thiệt hại do cha mình gây ra bằng cách bổ nhiệm những bộ trưởng giỏi nhất mà ông có thể tìm thấy. Tuy nhiên, ông là một nhà cai trị kém hiệu quả, phải đối mặt với tình trạng bất ổn nội bộ và sự xâm nhập của nước ngoài, đặc biệt là từ Đế quốc Anh và Đế quốc Nga. Quân đội Nga và Anh đã chiến đấu chống lại lực lượng Đế quốc Ottoman ở Iran trong Thế chiến thứ nhất.

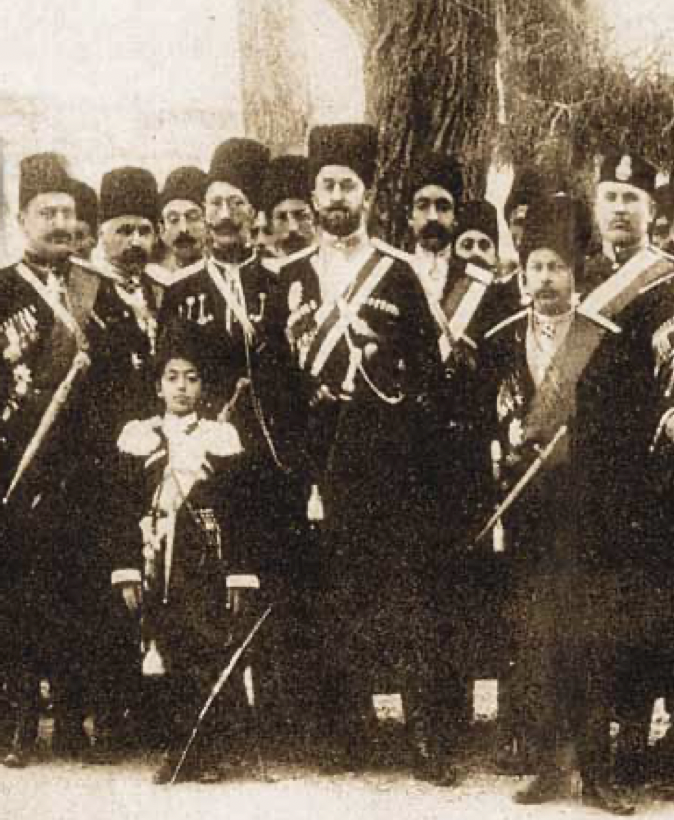
Ahmad Shah Qajar (người trẻ nhất, góc dưới bên trái) với Tướng Liakhov (bên phải Shah) và Alexander Khan Setkhanian (bên phải Liakhov), 1911.

Grand Majlis thứ hai được triệu tập vào tháng 11 năm 1910 và giống như Grand Majlis thứ nhất, không dẫn đến bất kỳ thành tựu có liên quan nào. Majlis trở nên vô hiệu vì chính quyền trung ương yếu và không có đủ ảnh hưởng để kiềm chế những thay đổi mà họ đã đề xuất.

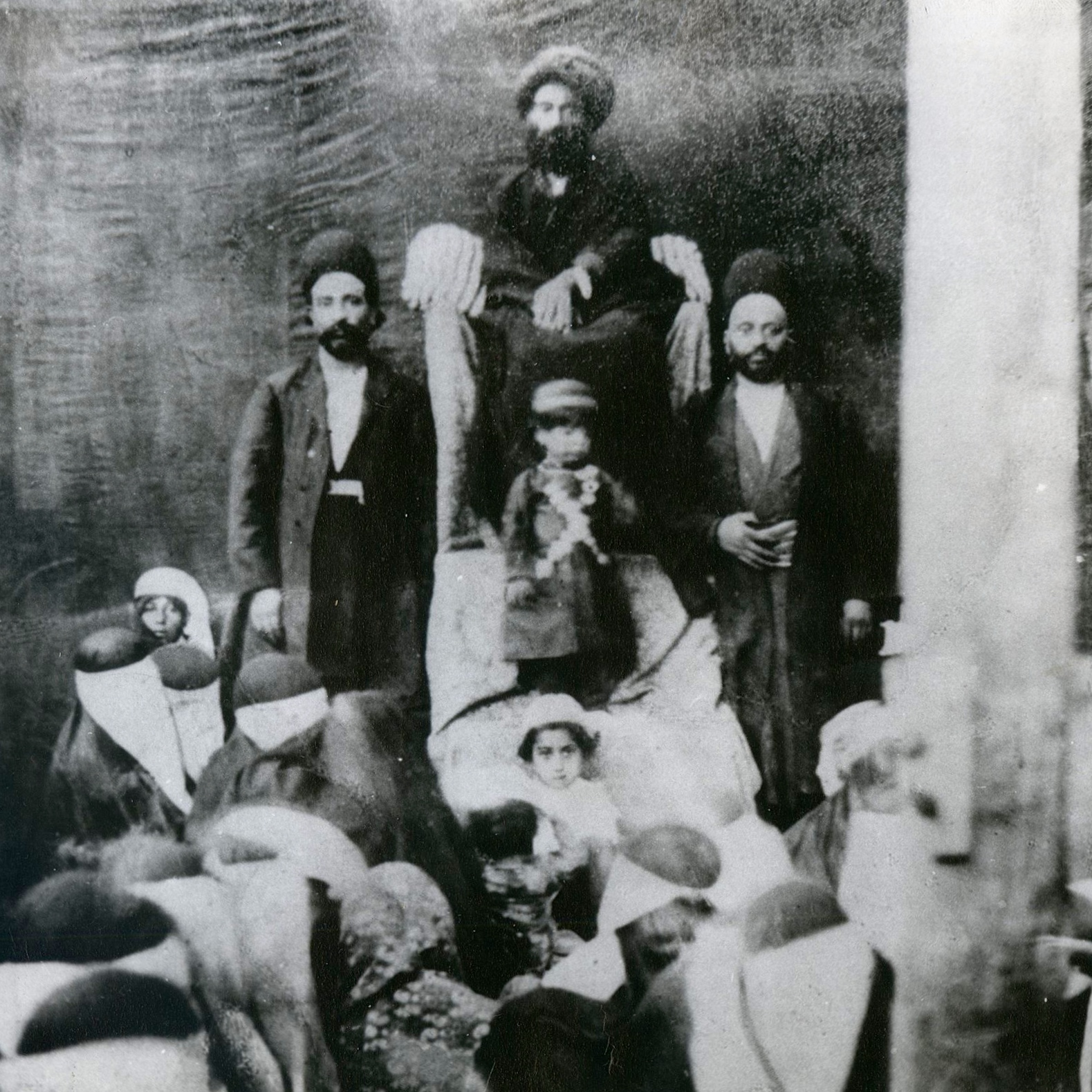
Ahmad Shah (ở giữa) khi còn nhỏ, chụp ảnh cùng Haj Seyed Gholamhossein Majd Mojabi (trên) và lính canh vào năm 1901.

Năm 1917, người Anh đã sử dụng Iran làm bàn đạp cho một cuộc tấn công vào Nga trong một nỗ lực không thành công nhằm đảo ngược Cách mạng Nga năm 1917. Liên Xô mới thành lập đã đáp trả bằng cách sáp nhập các phần của miền bắc Ba Tư làm các quốc gia đệm giống như hành động của các sa hoàng trước đây. Tiến về Tehran, Liên Xô đã giành được nhiều nhượng bộ nhục nhã hơn từ chính phủ Iran - những bộ trưởng mà Ahmad Shah thường không thể kiểm soát. Sự yếu kém của chính phủ trước sự xâm lược như vậy của một thế lực nước ngoài vô thần đã làm bùng lên cơn thịnh nộ trong nhiều người Iran truyền thống - bao gồm cả Ruhollah Khomeini trẻ tuổi, người sau này lên án cả chủ nghĩa cộng sản và chế độ quân chủ là phản quốc chống lại chủ quyền của Iran và luật Hồi giáo.

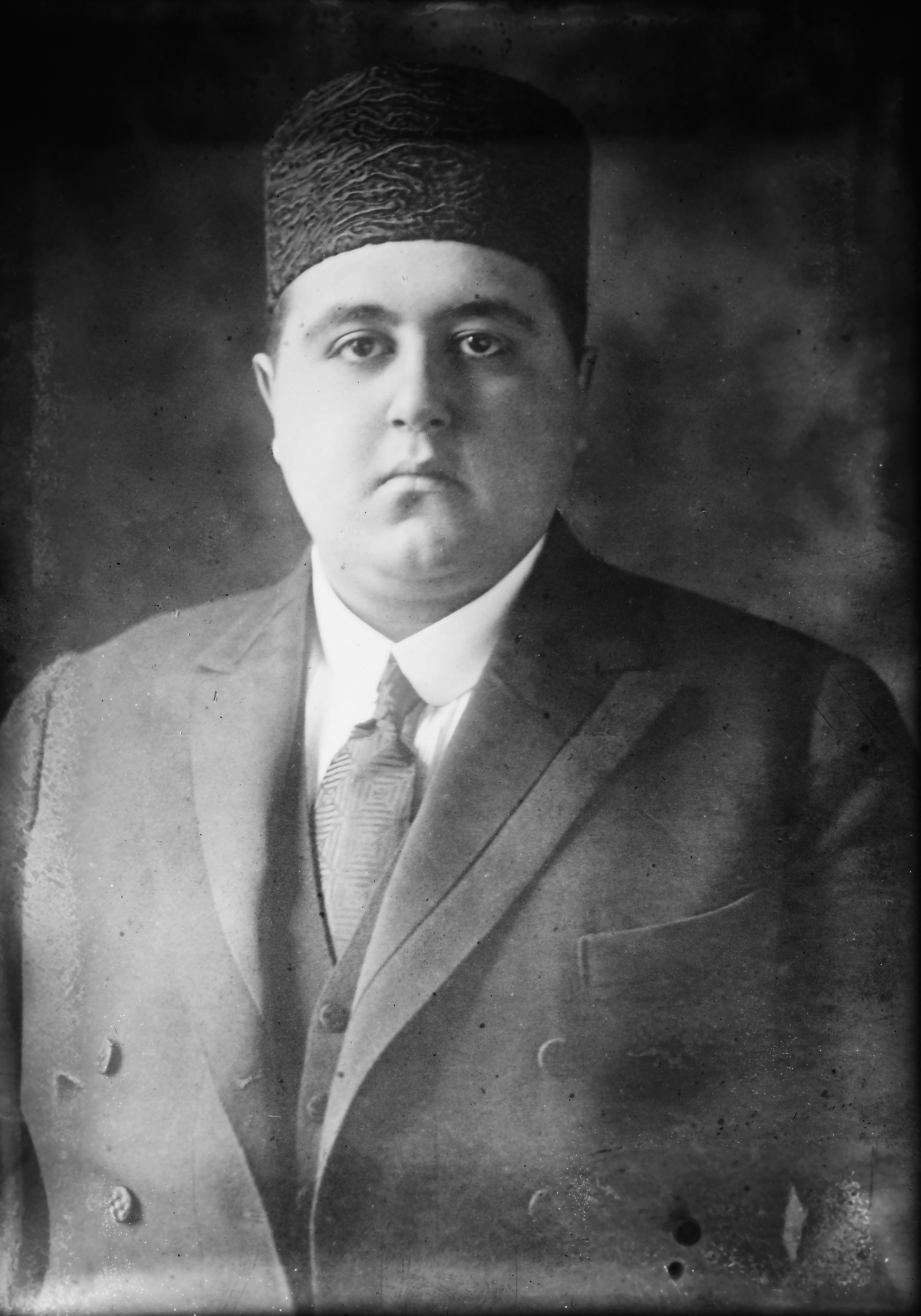
Một bức ảnh của Ahmad Shah Qajar

Đến năm 1920, chính phủ hầu như đã mất hết quyền lực bên ngoài thủ đô và Ahmad Shah đã mất quyền kiểm soát tình hình. Ahmad Shah cũng được mô tả là "thích hưởng lạc, yếu đuối và bất tài". Hiệp định Anh-Ba Tư, cùng với các đảng phái chính trị mới, đã làm cho đất nước càng thêm bất động. Những người ôn hòa và dân chủ thường xung đột, đặc biệt là khi nói đến quyền của nhóm thiểu số và chủ nghĩa thế tục. Các cuộc tranh luận giữa hai đảng phái chính trị đã dẫn đến bạo lực và thậm chí là các hành động ám sát.
Tình hình kinh tế yếu kém của Iran khiến Ahmad Shah và chính phủ của ông phải chịu sự chi phối của ảnh hưởng nước ngoài; họ phải vay tiền từ Ngân hàng Hoàng gia Ba Tư. Hơn nữa, theo Hiệp định Anh-Ba Tư, Iran chỉ nhận được một phần nhỏ thu nhập do Công ty Dầu mỏ Anh-Ba Tư tạo ra. Mặt khác, Hồng quân cùng với quân nổi loạn và các lãnh chúa đã kiểm soát phần lớn vùng nông thôn.
Vào ngày 21 tháng 2 năm 1921, chính phủ của Ahmad Shah đã bị lật đổ trong một cuộc đảo chính quân sự do Đại tá Reza Khan, chỉ huy Lữ đoàn Cossack Ba Tư, thực hiện. Trong cuộc đảo chính, Reza Khan đã sử dụng ba nghìn người và chỉ có mười tám khẩu súng máy, một cuộc đảo chính không đổ máu diễn ra nhanh chóng, sau đó ông đã được bổ nhiệm làm Bộ trưởng Chiến tranh. Một trong những hành động đầu tiên của Khan là hủy bỏ Hiệp định Anh-Ba Tư không được lòng dân. Ngoài ra, ông đã ký Hiệp ước hữu nghị Nga-Ba Tư (1921). Hiệp ước này đã hủy bỏ tất cả các hiệp ước trước đó giữa hai nước và cũng trao cho Ba Tư quyền vận chuyển đầy đủ và bình đẳng ở Biển Caspi.

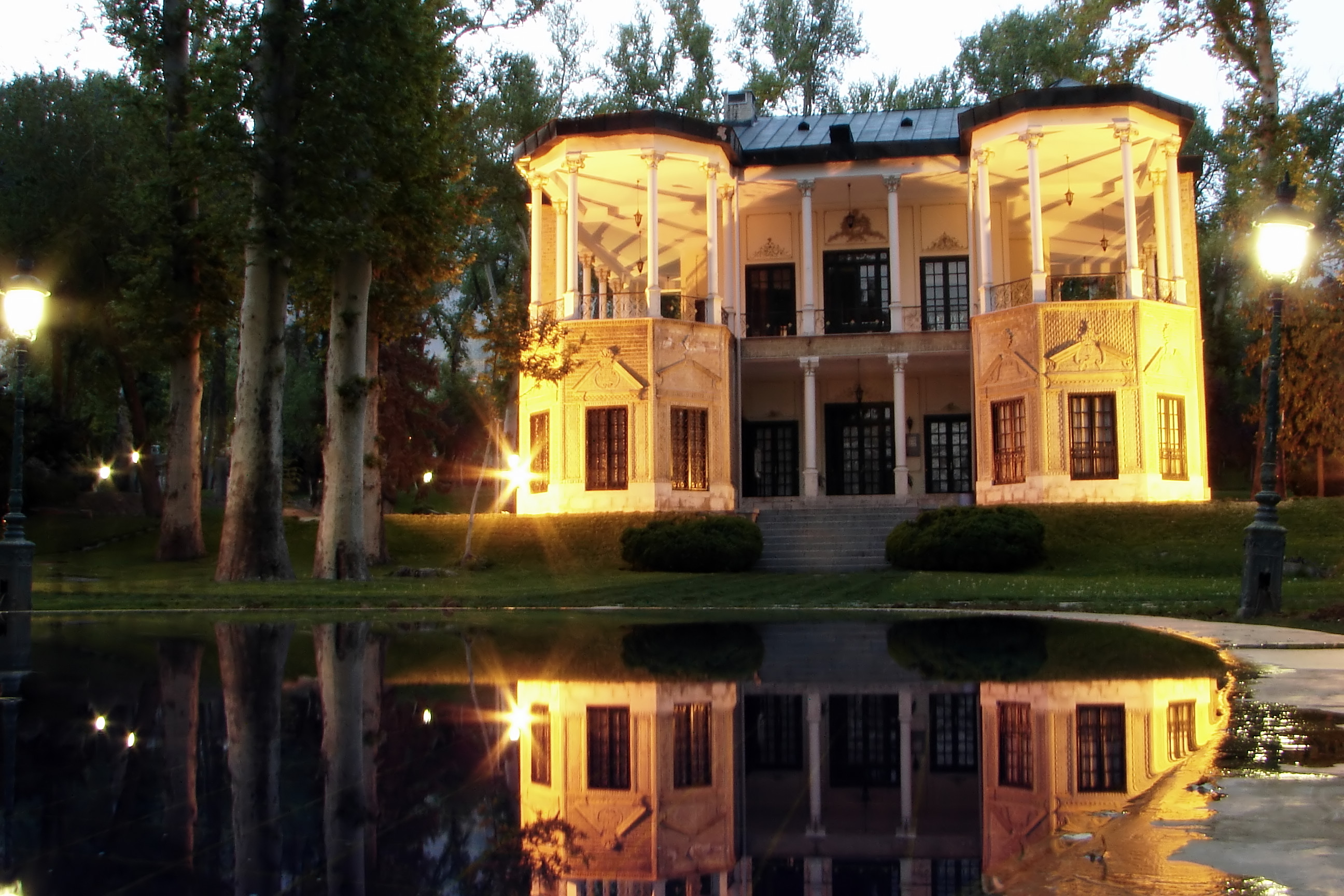
Nhà triển lãm Ahmad Shahi được xây dựng vào cuối thời đại Qajar làm nơi ở của Ahmad Shah trong vườn Niavaran.

Ahmad Shah bị tước bỏ mọi quyền lực còn lại vào năm 1923 khi Reza Khan được bổ nhiệm làm thủ ướng. Sự thiếu quan tâm rõ ràng của Ahmad Shah trong việc giải quyết các vấn đề của nhà nước và sức khỏe kém đã thúc đẩy ông rời khỏi Iran trong một chuyến công du dài đến châu Âu, nhưng ông đã không ngờ rằng, chuyến công du ấy đã trở thành chuyến đi lưu vong và không bao giờ được trở về Iran nữa. Ông chính thức bị phế truất vào ngày 31 tháng 10 năm 1925, khi Reza Khan được Grand Majlis tuyên bố là Shah mới của Ba tư, với hiệu Reza Shah Pahlavi. Điều này đã chấm dứt tồn tại của triều đại Qajar, thay vào đó là triều đại Pahlavi, đây cũng là triều đại quân chủ cuối cùng trong lịch sử Iran, nó tồn tại đến năm 1979 thì bị Cách mạng Hồi giáo lật đổ, những người cách mạng đã lập ra Nhà nước Hồi giáo Iran và nó tồn tại đến tận ngày nay.

## Lưu vong và cái chết

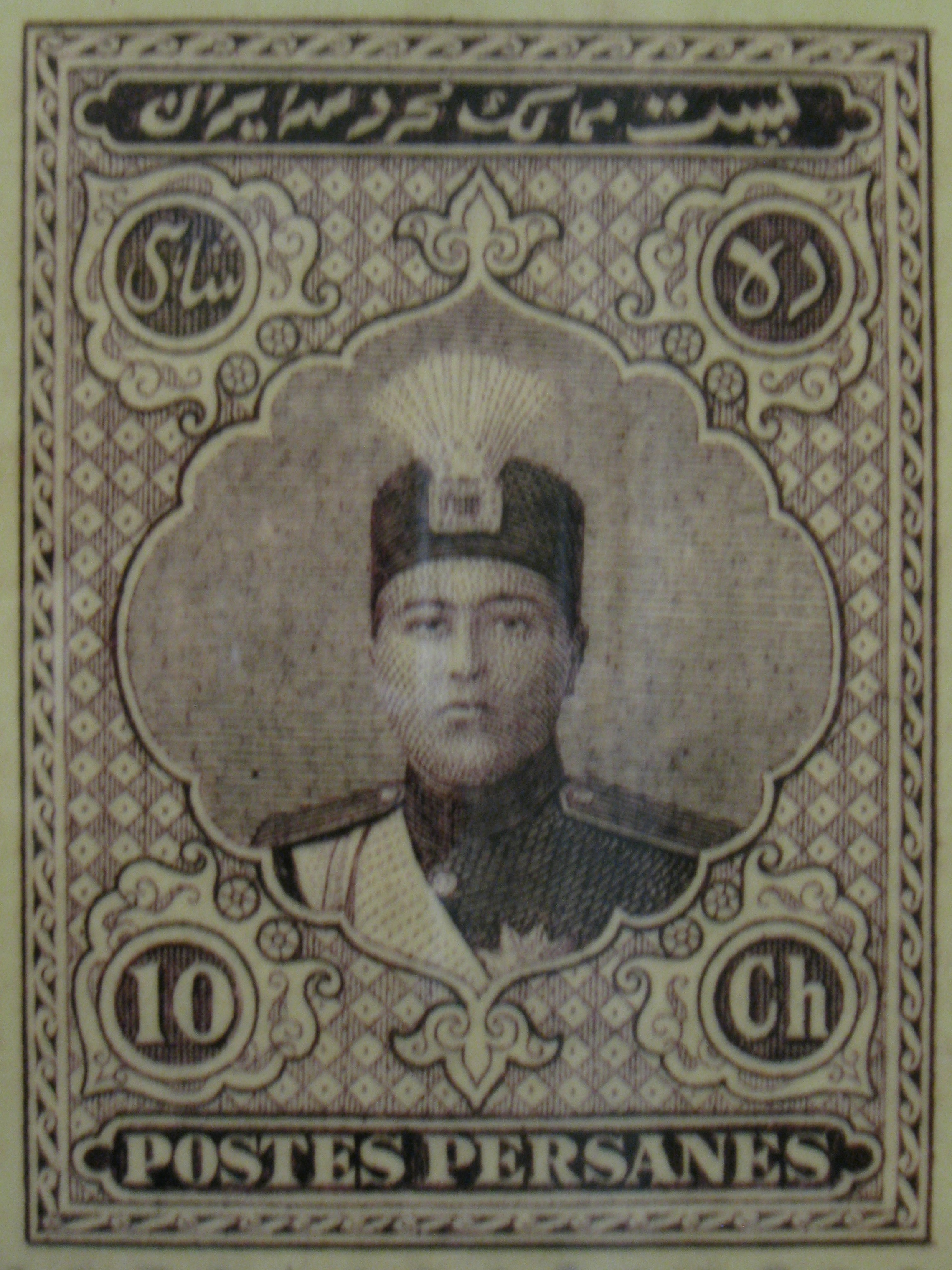
Ahmad Shah Qajar trên tem 10 shahis.

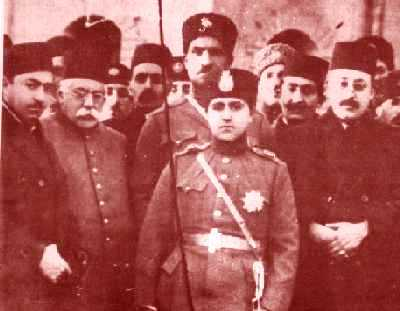
Reza Khan (sau này Reza Shah Pahlavi) đứng sau Ahmad Shah cùng với thân vương Abdol-Hossein Farmanfarma.

Cuộc đảo chính năm 1921 khiến Ahmad Shah yếu hơn về mặt chính trị và ít quan trọng hơn đối với chính phủ. Năm 1923, Ahmad Shah rời Iran đến châu Âu vì lý do sức khỏe. Sau đó, Grand Majles đã tuyên bố chấm dứt triều đại Qajar, chính điều này đã biến chuyến công du châu Âu năm 1923 của Ahmad Shah thành lưu vong.
Ahmad Shah qua đời năm 1930, tại Neuilly-sur-Seine, ngoại ô Paris, Pháp, và được chôn cất trong hầm mộ gia đình ở Karbala, Iraq. Em trai của ông, cựu hoàng tử Mohammad Hassan Mirza, đã đảm bảo sự tiếp tục của triều đại thông qua con cháu của ông. Các ấn phẩm của Pháp vào thời điểm đó đưa tin rằng tài sản của ông trị giá khoảng 75 triệu franc.

## Đời tư
Ahmad Shah Qajar kết hôn 5 lần. Người vợ đầu tiên của ông là Lydia Jahanbani. Ông có 4 người con, mỗi người có một người mẹ khác nhau.
- Công chúa Maryamdokht (1915 – 10 tháng 11 năm 2005), con gái của Delaram Khanum.
- Công chúa Irandokht (1916–1984), con gái của Badr al-Molouk Vala.
- Công chúa Homaoundokht (1917–2011), con gái của Khanum Khanumha Moezzi.
- Hoàng tử Fereydoun Mirza (1922 – 24 tháng 9 năm 1975), con trai của Fatemeh Khanum.[7]

Ông có 12 người cháu, lần lượt mang họ Albertini, Faroughy, Panahi và Qajar (còn được viết là Kadjar).

## Vinh dự

### Iran
- Ông là Grand Master của các huân chương sau:
  - Huân chương Zulfiqar
  - Huân chương August Portrait
  - Huân chương Aqdas thiêng liêng nhất
  - Huân chương Sư tử và Mặt trời

### Nước ngoài
- Bỉ: Grand Cordon của Huân chương Leopold (1914)
- Vương quốc Ai Cập: Collar của Huân chương Muhammad Ali (1919)
- Đệ tam Cộng hòa Pháp: Grand Cross của Bắc Đẩu Bội Tinh (1914)
- Vương quốc Ý: Hiệp sĩ của Supreme Order of the Most Holy Annunciation (14 tháng 2 năm 1920)[8]
- Monaco: Đại Thập tự giá của Huân chương Saint-Charles (14 tháng 1 năm 1915)[9]
- Đế chế Ottoman: Huân chương Osmanieh, Hạng nhất (1914)
- Đế chế Nga:
  - Hiệp sĩ Huân chương Thánh Andrew
  - Hiệp sĩ Huân chương Thánh Alexander Nevsky
  - Hiệp sĩ Huân chương Đại bàng trắng (Nga)
  - Hiệp sĩ Huân chương Thánh Stanislaus, Hạng nhất
  - Hiệp sĩ Huân chương Thánh Anna, Hạng nhất
- Tây Ban Nha: Đại Thập tự giá của Huân chương Carlos III, có collar (1914)[10]